# تسوی چی هو
تسوی چی هو (انگلیسی: Tsui Chi Ho؛ زادهٔ ۱۷ فوریهٔ ۱۹۹۰) ورزشکار دو و میدانی اهل هنگ کنگ است.